# Chiesa di San Lorenzo Martire (Quiliano)
La chiesa di San Lorenzo Martire è la parrocchiale di Quiliano, in provincia di Savona e diocesi di Savona-Noli; fa parte della vicaria di Vado Ligure.

## Storia
La prima citazione della chiesa di Sancti Laurenti de Vadi risale al 1177, seguita poi da una seconda nel 1180 e una terza nel 1203; anche in un documento del 1265 si menziona l'ecclesia Sancti Laurenti de Quiliano.
Sempre in questa chiesa fu firmato il 15 novembre 1405 il giuramento di fedeltà dei quilianesi verso la città di Savona; nel 1585 il vescovo di Noli Angelo Mascardo trovò che l'edificio era di dimensioni troppo piccole ed esortò i fedeli a riedificarlo.
Nella prima metà del XVII secolo venne costruita la nuova parrocchiale, poi consacrata il 22 giugno 1652.

## Descrizione

### Esterno
La facciata a salienti della chiesa, che volge a mezzogiorno, è suddivisa verticalmente da lesene in tre porzioni, caratterizzate dai portali d'ingresso e da finestre a mezzaluna; al centro, inoltre, si apre una nicchia ospitante una statua.
Annesso alla parrocchiale è il campanile a base quadrata, suddiviso in registri da cornici marcapiano; la cella ospita al suo interno quattro campane, presenta su ogni lato una monofora ed è coronata dalla cupola poggiante sul tamburo.

### Interno
L'interno dell'edificio è suddiviso in tre navate, di cui le laterali, su cui si affacciano otto cappelle laterali, concluse da scarselle; al termine dell'aula si sviluppa il presbiterio, rialzato di alcuni gradini, ospitante l'altare e chiuso dall'abside di forma semicircolare.
Inoltre, sulla navata laterale sinistra si apre l'accesso alla cappella della Congrega, costruita nel XVIII secolo.